# Alois Strickler
Alois Strickler (* 20. Dezember 1924 in Baar; † 8. Juni 2019 in Baar) war ein Schweizer Bergsteiger und ein Pionier der Nordwände in den Alpen.

## Leben
Alois Strickler wuchs mit fünf Geschwistern in Baar im Kanton Zug auf. Nach der obligatorischen Schulzeit absolvierte er eine Lehre als Mechaniker. Danach fand er Arbeit in der französischen Schweiz, wo er neunzehn Jahre blieb. Schon als Jugendlicher faszinierte ihn die Bergwelt und er begab sich zusammen mit seinem Bruder in die Berge, wo die beiden selbstständig ihre ersten Klettererfahrungen machten.
Ab 1948 arbeitete Alois Strickler in Morges. Mit Arbeitskollegen kletterte er dort in den Diablerets. Bald kamen grosse Touren mit bekannteren Seilpartnern dazu. Strickler war Mitglied der SAC-Sektion Les Diablerets. Mit 40 Jahren bekam er das Diplom als Bergführer. Die renommierte Groupe de Haute Montagne de Lausanne (GHML) ernannte ihn zum Ehrenmitglied.
Mehrmals war Alois Strickler mit Max Eiselin auf Expedition. Auf einer dieser Expeditionen im Hindukusch (Afghanistan) realisierten sie 1963 drei Erstbegehungen: der 5000 m hohe Urup
, der Shah (6550 m) und der Urgend (7038 m). Strickler war weitere drei Male in Afghanistan und auch in Nepal sowie in Peru.
1967 kehrte Alois Strickler in die Deutschschweiz zurück, wo er mit seiner Schwester Margrit in Unterägeri zusammenwohnte. Sie war jahrelang seine zuverlässige Seilpartnerin. Zusammen kletterten sie die meisten renommierten Kletterrouten in der Schweiz und in den Dolomiten. Nachdem seine Schwester 2009 gestorben war, zog Alois Strickler in die Altersresidenz St. Anna, ebenfalls in Unterägeri.
Im Dezember 2018 gratulierte der Alpinjournalist Daniel Anker in der monatlich erscheinenden Zeitschrift des Schweizer Alpen-Clubs (SAC) «Die Alpen» Alois Strickler zum 94. Geburtstag. Dabei verwies er auf die Besteigung der sechs klassischen Nordwände, die Strickler als erster Schweizer und zweiter Alpinist überhaupt erfolgreich realisiert hat. Ein halbes Jahr später, am 8. Juni 2019, verstarb Alois Strickler nach kurzer Krankheit.
Im Dezember 2020 erschien das Buch «Eine besondere Seilschaft; Alois Strickler – ein lebenslang leidenschaftlicher Kletterer; Fredy Hächler – ein lebenslang leidenschaftlicher Abenteurer» von Bruno Bollinger. Der Autor lernte Strickler 1999 im Klettergarten bei Schwyz kennen. Mit Hächler bildete Strickler in den frühen 1960er Jahren eine Seilschaft auf zahlreichen Expeditionen. 1959 bestiegen sie beispielsweise zusammen die Matterhorn-Nordwand.

## Nordwandbegehungen
Die Lektüre von Gaston Rébuffats Étoiles et tempêtes (1954) weckte in Alois Strickler den Wunsch, die sechs grossen Nordwände der Alpen zu besteigen; 1954 hatte Strickler bereits drei dieser Touren gemacht, bis 1962 hatte er die anderen drei Nordwände bestiegen:
- Nordwand der Grossen Zinne mit Wisi Hilber, 1951
- Nordwand der Dru mit Wisi Hilber, 1952
- Cassin-Route in der Nordostwand des Piz Badile mit Wisi Hilber, 1952
- Matterhorn-Nordwand mit Fredy Hächler, 1959[9]
- Eiger-Nordwand mit Leo Schlömmer, 1961[10][11]
- Walker-Pfeiler in der Nordwand der Grandes Jorasses mit Fredy Hächler, 1962[2]